# 20316 Jerahalpern
A 20316 Jerahalpern (ideiglenes jelöléssel 1998 FU138) a Naprendszer kisbolygóövében található aszteroida. A LINEAR projekt keretében fedezték fel 1998. március 28-án.